# Щорс (канонерская лодка)
Канонерская лодка «Щорс», буксирный пароход «Н. Щорс» — волжский речной колёсный буксирный пароход. Во время Великой Отечественной войны —
канонерская лодка Волжской военной флотилии, принимавшая участие в Сталинградской битве. За военные заслуги многие члены экипажа награждены орденами и медалями.

## Описание судна
«Н. Щорс» относится к колёсным буксирам со стальным корпусом. Длина 56,4 метра, расчётная ширина 8,1 м, габаритная — 17 м, осадка 1 м, водоизмещение — 400 тонн. Максимальная скорость (без воза) — 18,5 узлов, дальность плавания экономическим ходом 16,5 узлов — 2450 км. Экипаж буксира состоял из 28 человек. Для экипажа в корпусе сделаны каюты, а над колёсами размещались четыре каюты для капитана, первого помощника, механика. Элементы стального корпуса соединялись сваркой, надстройка изготовлена из дерева. Энергетическая установка — один паровой двигатель мощностью 480 л. с., работающий на угле. Запас топлива 80 тонн, размещённых в двух угольных бункерах. Электричеством судно обеспечивало пародинамо. В движение судно приводилось двумя гребными колёсами, расположенными по бортам. Для управления и передачи информации использовался машинный телеграф и переговорные трубы. Внутренние системы и трубопроводы состояли из паропровода, трубопровода питательной воды, газоотводного трубопровода с дымовой трубой, пожарно-осушительной системы, систем водоснабжения, сточной, отопления, вентиляции машинного отделения и помещений в корпусе и надстройке. Рулевое устройство состояло из одного полубалансирного руля с секторной рулевой машиной. Якорная система состояла из двух носовых и одного кормового якоря Холла, размещённых в клюзах. Механизм подъёма носовых якорей состоял из парового брашпиля, кормового — из шпиля. Буксирный механизм включал один поворотный буксирный гак и три арки. Швартовые устройства включали восемь кнехтов и четыре киповые планки, швартовка осуществлялась стальным тросом. На буксире были установлены фок-мачта и грот-мачта, а также носовой флагшток. В качестве сигнальных устройств применялись четыре топовых огня, два круговых, бортовые зелёный и красный и три кормовых огня. Для звуковой сигнализации использовался паровой свисток. На буксире имелась одна деревянная вёсельная шлюпка, вываливавшаяся за борт на поворотной шлюпбалке с приводом от ручных талей. Навигационные средства состояли из одного ручного лота. Противопожарные средства традиционные: багор, кошма, ящик с песком, пожарные лом, вёдра, топор.

## История
Буксирный пароход «Н. Щорс» заложен в 1934 и спущен на воду в 1935 году со стапелей Зеленодольского судостроительного завода «Красный металлист» (Судостроительный завод № 340 (ССЗ № 340)). Судно входило в систему Наркомвода (с 9 апреля 1939 года — Народный комиссариат речного флота СССР), а оператором было Средне-Волжское речное пароходство. Регистровый номер 099859.

### Мобилизация
Одной из особенностей предвоенных мобилизационных планов было отсутствие мероприятий по мобилизации судов Волжского речного бассейна — географическое положение Волги считалось достаточно удалённым от предполагаемых театров военных действий. Это привело к отсутствию заранее подготовленной техдокументации, а сами суда при проектировании и строительстве не адаптировались под нужды мобилизации. Другим фактором, влиявшим на переделку судов по требованиям ВМФ, стало переключение судостроительных заводов на выпуск сухопутной военной продукции.
Общий ход военных действий в 1941 году потребовал значительного пересмотра предвоенных планов. 27 октября 1941 года принимается решение о создании Волжской военной флотилии на базе Учебного отряда кораблей. «Н. Щорс» был мобилизован 16 июля 1941 года и реконструирован в канонерскую лодку с одновременным переподчинением Военно-морскому флоту. Одновременно имя парохода было изменено на сокращённый вариант «Щорс». На перестройку отводилось 20 суток, вся техдокументация ограничивалась тактико-техническим заданием объёмом в несколько страниц, а заводы, проводившие работы, находились на расстоянии 300 км друг от друга. В соответствии с приказом канонерская лодка должна была встать в строй 15 августа 1941 года, но из-за нехватки материалов и вооружения, а так же по причине слабой подготовки вновь формируемого экипажа, корабль был готов только в конце сентября. Перестройка буксира в канонерскую лодку производилась в Куйбышеве.
Реконструкция предусматривала большое количество работ. На канонерку устанавливалось вооружение: два 100-мм орудия Б-24-БМ, два 45-мм орудия 21-К, три 7,62-мм пулемета и дальномер. Для них требовалось изготовить подкрепления, обеспечивающие сохранность судовых конструкций при ведении огня. Во время реконструкции проявилась недостаточная продольная прочность буксира (при волнении корпус изгибался), что требовало обязательного укрепления корпуса. Для уменьшения работ носовое орудие разместили над поперечной преборкой. Кормовое орудие установили над вновь созданной переборкой, выгораживающей артиллерийский погреб.
Для хранения боеприпасов создавались артиллерийские погреба. Для этого использовали один из двух угольных бункеров. В нём установили стеллажи для боезапаса, системы орошения, осушения, вентиляции и освещения. Система осушения основывалась на отдельных паровых эжекторах. Электропроводка для освещения монтировалась в металлических трубах и подводилась к герметичным плафонам. Выключатели монтировались в тамбуре, где находилась лампа, сигнализирующая о включенном освещении. Переборки и подволок обшили гидроизоляцией, для которой вместо пробки использовали подручные материалы: фанеру, толь, кошму. Вместо деревянной палубы над погребом установили металлическую.

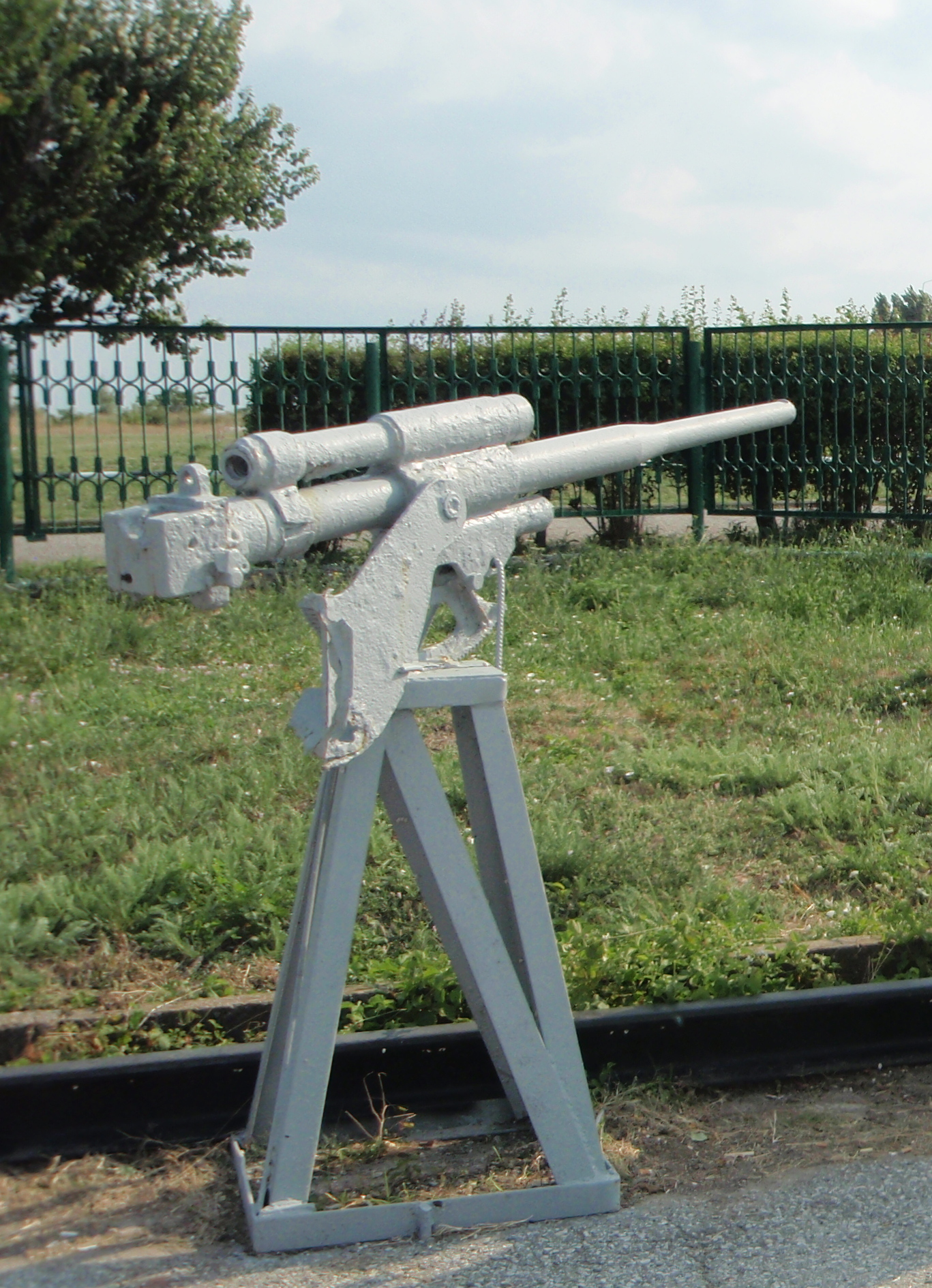
45-мм зенитное орудие 21-К, подобное тому, что было установлено на канонерской лодке «Щорс»

Жилые помещения для размещения экипажа были полностью переоборудованы и позволили размещать до 72 человек. Для этого каюты экипажа, которые располагались в корпусе, перепланировали в два кубрика, которые вмещали 28 и 38 человек. Кубрики оборудовали двухъярусными койками, рундуками и тумбочками, вешалками для верхней одежды и пирамидами для личного оружия. В межкоечных проходах установили столы для приёма пищи. Каюты капитана и механика перестроили в четыре, которые заняли командир, комиссар, командиры БЧ-2 (артиллерийская) и БЧ-5 (электромеханическая). Третью каюту отвели под кают-компанию, а четвёртую — под радиорубку. Камбуз, прачечную и гальюн не переделывали, а в умывальнике увеличили количество кранов с трех до шести.
К орудиям, погребам и дальномеру проводились переговорные трубы. Мачты оборудовались средствами подъёма сигнальных флагов, а для хранения самих флагов изготавливался специальный ящик. На корабле монтировались средства затемнения. Отсутствие подготовленной техдокументации требовало изготовления чертежей и схем по месту, что осложнялось нехваткой квалифицированного инженерного и рабочего персонала. Кроме этого, остро ощущался недостаток металла, в том числе броневого проката. Но в распоряжении судостроителей оказалась 8 мм броня, от которой отказались танкостроители, — этой бронёй, вопреки техзаданию, обшили рубку канонерской лодки.
Экипаж канонерской лодки комплектовался из военных моряков Балтийского и Черноморского флотов и гражданских речников, которых призывали на военную службу. Таким образом, на пример, был мобилизован командир группы машинистов старшина первой статьи Павел Андреевич Одинцов.
Военно-морской флаг был поднят 28 августа 1941 года.
Зиму 1941—1942 годов «Щорс» провёл в Подвальском затоне у села Новодевичье. Около месяца на борту корабля жили семьи эвакуированных служащих наркомата ВМФ.

### Участие в Сталинградской битве
К лету 1942 года канлодка «Щорс» входила в дивизион канонерских лодок 2-й бригады речных кораблей (2-я БРК). Во 2-ю БРК также входили канонерки «Киров», «Федосеенко», «Чапаев» (в составе дивизиона), дивизион плавучих 152-мм батарей № 97 и 98, отряд бронекатеров (четыре единицы), отряд полуглиссеров и батальон морской пехоты. Канонерская лодка принимала участие в боевых действиях с 25 июля 1942 по 2 февраля 1943 года. Командовал канонеркой капитан-лейтенант Н. А. Климович. Лоцманом на корабле служил будущий известный волжский капитан, а тогда старший лейтенант Н. М. Сарбаев. 5 августа Военный совет Сталинградского фронта утвердил план взаимодействия сил флотилии и сухопутных войск фронта. В соответствии с эти планом «Щорс» занял артиллерийскую позицию ниже Красноармейска. 25 августа канонерская лодка «Щорс», совместно с систершипами «Громов» и «Руднев», артогнём поддерживали 15-ю гвардейскую стрелковую дивизию в оборонительных действиях в районе Дубовый Овраг — балка Песчаная. Во время сентябрьского штурма Сталинграда «Щорс» (вместе с канлодками «Киров» и «Федосеенко») вела артиллерийский огонь в интересах 57-й армии и прикрывала переправы у Светлого Яра. К 25 сентября район действия канлодки растянулся от Красноармейска до Райгорода. 25 — 26 «Щорс» (в составе 2-й БРК) поддерживал контрнаступление 15-й гвардейской стрелковой дивизии. Артиллерийская поддержка была на высоте и командование 57-й армии объявило благодарность речникам-артиллеристам. Для повышения уровня координации сил «Щорс» был включён в состав артиллерийской группы 57-й армии. В конце октября 64-я и 57-я армии проводили контрудар. Канлодка «Щорс» с 25 по 31 октября поддерживала огнём части 57-й армии, действовавшие в районе Тундутово и Дубовый Овраг. 31 октября был получен приказ о переводе канонерских лодок (кроме «Усыскина» и «Чапаева», оставшихся на зиму в реке Ахтуба) на зимовку в район Астрахани и Гурьева. 10 июля 1943 года 64 члена экипажа, участвовавших в оборонительной фазе Сталинградской битвы, были награждены медалью «За оборону Сталинграда».
В 1943 году на судоремонтном заводе в посёлке Алексеевка паровую машину перевели на жидкое топливо. С 18 июня канлодка оставаясь в составе ВМФ оперативно подчинялась пароходству «Волготанкер». До конца навигации 1943 года канонерская лодка занималась проводкой нефтеналивных барж. 6 ноября «Щорс» был исключён из состава военно-морского флота и возвращён (одновременно с разоружением) в Средне-Волжское речное пароходство. С возвращение к гражданской службе буксир стал снова именоваться «Н. Щорс».

### После войны
23 марта 1946 года пароход поступил в подчинение Министерства Речного флота СССР. 22 марта 1947 года Министерство Речного флота совместно с Главным штабом ВМС наградили буксирный пароход «Н. Щорс» мемориальной доской в память об особых заслугах экипажа в годы войны. 23 марта 1959 года заслуженный ветеран был выведен из эксплуатации, исключен из списков судов и передан во «Главвторчермету» на металлолом.

## Комментарии
1. ↑  Балка Песчаная 48°17′01″ с. ш. 44°22′22″ в. д.HGЯO